# Taekwondo na Letních olympijských hrách 2020
Taekwondo na Letních olympijských hrách 2020 v Tokiu se konalo od 24. do 27. července 2021.

## Medailisté

### Muži
| Kategorie | Zlato                                 | Stříbro                                     | Bronz                          | Bronz                                   |
| --------- | ------------------------------------- | ------------------------------------------- | ------------------------------ | --------------------------------------- |
| 58 kg     | Vito Dell'Aquila · Itálie (ITA)       | Mohamed Khalil Jendoubi · Tunisko (TUN)     | Čang Čun · Jižní Korea (KOR)   | Mikhail Artamonov · Sportovci ROV (ROC) |
| 68 kg     | Ulugbek Rašitov · Uzbekistán (UZB)    | Bradly Sinden · Velká Británie (GBR)        | Hakan Reçber · Turecko (TUR)   | Čao Šuaj · Čína (CHN)                   |
| 80 kg     | Maxim Chramcov · Sportovci ROV (ROC)  | Saleh Al-Sharabaty · Jordánsko (JOR)        | Toni Kanaet · Chorvatsko (CRO) | Seif Eissa · Egypt (EGY)                |
| nad 80 kg | Vladislav Larin · Sportovci ROV (ROC) | Dejan Georgievski · Severní Makedonie (MKD) | In Kjo-don · Jižní Korea (KOR) | Rafael Alba · Kuba (CUB)                |

### Ženy
| Kategorie | Zlato                                             | Stříbro                                   | Bronz                                    | Bronz                                    |
| --------- | ------------------------------------------------- | ----------------------------------------- | ---------------------------------------- | ---------------------------------------- |
| 49 kg     | Panipak Vongpattanakitová · Thajsko (THA)         | Adriana Cerezová · Španělsko (ESP)        | Tijana Bogdanovićová · Srbsko (SRB)      | Avišag Sembergová · Izrael (ISR)         |
| 57 kg     | Anastasija Zolotic · Spojené státy americké (USA) | Tatiana Mininaová · Sportovci ROV (ROC)   | Luo Ťia-ling · Tchaj-wan (TPE)           | Hatice Kübra İlgünová · Turecko (TUR)    |
| 67 kg     | Matea Jelićová · Chorvatsko (CRO)                 | Lauren Williamsová · Velká Británie (GBR) | Ruth Gbagbiová · Pobřeží slonoviny (CIV) | Hedaya Wahbaová · Egypt (EGY)            |
| nad 67 kg | Milica Mandićová · Srbsko (SRB)                   | I Ta-bin · Jižní Korea (KOR)              | Althéa Laurinová · Francie (FRA)         | Bianca Walkdenová · Velká Británie (GBR) |

## Přehled medailí
| Pořadí | Země                   | Zlato | Stříbro | Bronz | Celkově |
| ------ | ---------------------- | ----- | ------- | ----- | ------- |
| 1      | Sportovci ROV          | 2     | 1       | 1     | 4       |
| 2      | Chorvatsko             | 1     | 0       | 1     | 2       |
| 3      | Srbsko                 | 1     | 0       | 1     | 2       |
| 4      | Itálie                 | 1     | 0       | 0     | 1       |
| 4      | Thajsko                | 1     | 0       | 0     | 1       |
| 4      | Spojené státy americké | 1     | 0       | 0     | 1       |
| 4      | Uzbekistán             | 1     | 0       | 0     | 1       |
| 8      | Velká Británie         | 0     | 2       | 1     | 3       |
| 9      | Jižní Korea            | 0     | 1       | 2     | 3       |
| 10     | Jordánsko              | 0     | 1       | 0     | 1       |
| 10     | Severní Makedonie      | 0     | 1       | 0     | 1       |
| 10     | Španělsko              | 0     | 1       | 0     | 1       |
| 10     | Tunisko                | 0     | 1       | 0     | 1       |
| 14     | Egypt                  | 0     | 0       | 2     | 2       |
| 14     | Turecko                | 0     | 0       | 2     | 2       |
| 16     | Čína                   | 0     | 0       | 1     | 1       |
| 16     | Tchaj-wan              | 0     | 0       | 1     | 1       |
| 16     | Kuba                   | 0     | 0       | 1     | 1       |
| 16     | Francie                | 0     | 0       | 1     | 1       |
| 16     | Izrael                 | 0     | 0       | 1     | 1       |
| 16     | Pobřeží slonoviny      | 0     | 0       | 1     | 1       |
| celkem | celkem                 | 8     | 8       | 16    | 32      |